# Зеленцин (Паєнчанський повіт)
Зеленцин (пол. Zielęcin) — село в Польщі, у гміні Жонсня Паєнчанського повіту Лодзинського воєводства.
Населення — 492 особи (2011).

## Демографія
Демографічна структура станом на 31 березня 2011 року:
|          | Загалом | Допрацездатний вік | Працездатний вік | Постпрацездатний вік |
| -------- | ------- | ------------------ | ---------------- | -------------------- |
| Чоловіки | 237     | 55                 | 149              | 33                   |
| Жінки    | 255     | 60                 | 139              | 56                   |
| Разом    | 492     | 115                | 288              | 89                   |